# Angelo Poliziano
Angelo Poliziano [andželo policiáno] (14. července 1454 Montepulciano u Sieny – 29. září 1494 Florencie) byl italský učenec a básník, který významně ovlivnil podobu humanistické latiny.

## Život a působení
Narodil se jako Angelo Ambroggini v toskánském městečku Montepulciano (odtud přízvisko Poliziano, latinsky Politanus) v rodině zámožného právníka, kterého političtí odpůrci Medicejských zavraždili. Po otcově smrti jako desetiletý odešel do Florencie, kde se naučil latinsky a řecky a u filosofa a lékaře Marsilia Ficina základy filosofie.
Roku 1470, ve svých 16 letech získal homérovskou cenu za překlad čtyř zpěvů Iliady do latinských hexametrů. Politik, bankéř a vládce Florentské republiky Lorenzo Medici jej přijal do své domácnosti a svěřil mu výchovu svých synů. Roku 1480 se Angelo Poliziano stal profesorem latinské a řecké literatury na univerzitě ve Florencii. Se svými studenty četl, komentoval a vykládal latinské a řecké autory, připravil nové vydání Pandektů císaře Justiniána a překládal i řecké autory (Epiktétos, Hippokratés, Galénos, Plútarchos a Platón). Své filologické a literární kritiky vydal roku 1489 jako Miscellanea.
Zemřel roku 1494, podle moderních antropologických výzkumů na otravu arsenikem, a byl pohřben v basilice svatého Marka ve Florencii.

## Odkaz
Angelo Poliziano jako vynikající učenec a učitel významně ovlivnil literární vzdělanost, klasickou filologii i literární kritiku následujícího století.
Jeho vlastní básně (často úvody k vydáním starověkých autorů), jeho divadelní hra Orfeo i jeho dopisy se dlouho pokládaly za vzory latinského stylu.

## Dílo
- Sloky k turnaji (Stanze de messer Angelo Politiano cominciate per la giostra del magnifico Giuliano di Pietro de Medici)

### Literatura

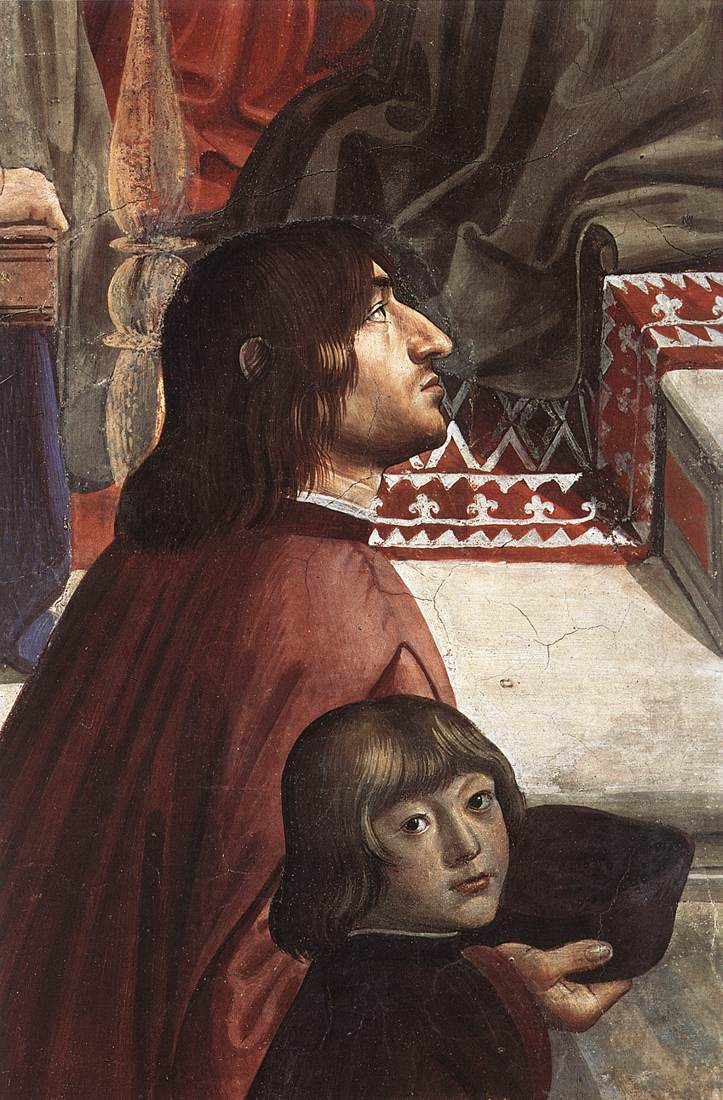
Angelo Poliziano a malý Giuliano de Medici na fresce D. Ghirlandaia ve Florencii (detail)